# Sand-Test
Der Sand-Test ist eine US-amerikanische Methode zur Ermittlung des Arbeitsvermögens eines Sprengstoffs.
In Sand einer bestimmten Siebfraktion (Korngröße) wird eine definierte Menge Sprengstoff zur Explosion gebracht. Anschließend bestimmt man die Menge an Sand, die das nächstfeinere Sieb passiert.